# Andreas Maislinger
Andreas Maislinger, avstrijski zgodovinar in politolog, * 26. februar 1955, St. Georgen pri Salzburgu, Avstrija.
Leta 1992 je ustanovil društvo Österreichischer Gedenkdienst.

## Življenjepis
Andreas Maislinger je študiral v Salzburgu pravno- in politično znanost ter zgodovino in politično znanost na Dunaju. Obiskoval je tudi univerze v Frankfurtu na Majni, v Berlinu, Innsbrucku in univerzo Salzburger Seminar. Leta 1980 je prejel doktorat na temo problemov avstrijske obrambne politike. Kasneje je bil skupaj z Joachimom Schlörjem prostovoljec pri poljskem referatu organizacije Aktion Sühnezeichen Friedensdienste (ASF), ki sta ga vodila Volker von Törne in Christoph Heubner. Nato je delal kot civilnik pri Internationaler Versöhnungsbund na Dunaju in bil močno povezan s Service Civil International (SCI).
Od leta 1982 do 1991 je delal na najrazličnejših univerzah, med drugim na inštitutu za politično znanost v Innsbrucku, na University of New Orleans, Humboldt-Universität zu Berlin, na Johannes-Kepler-Universität Linz in na Hebrejski univerzi v Jeruzalemu. V naslednjih letih je bil soustanovitelj oziroma ustanoviteljski član številnih organizacij in ustanov: 1982 Arbeitsgemeinschaft Unabhängiger Friedensinitiativen Österreichs, 1986 Avstrijsko-Izraelska ustanova Tirol in 1988 Internationale Helsinki-Föderation für Menschenrechte in der DDR. Znan je postal po svojih nastopih v oddajah Club 2.
Od leta 1992 je Maislinger znanstveni vodja letne prireditve Braunauski dnevi sodobne zgodovine (Braunauer Zeitgeschichte-Tage).
Kot ustanovitelj avstrijskega spominskega dela, ki se ukvarja s holokavstom, se močno zavzema za zakonsko udejstvovanje tega načina nadomestnega vojaškega dela v Avstriji. Podpirali so ga predvsem Simon Wiesenthal, Teddy Kollek in Gerhard Röthler.
Do leta 1996 je objavljal kolumne v judovskem časopisu Jüdische Rundschau in v innsbruškem časopisu tip. 1998 je ustanovil organizacijo Österreichischer Auslandsdienst (Avstrijska organizacija za delo v zamejstvu). Poleg tega je dejaven tudi pri projektih, ki podpirajo zelo nadarjene otroke.
Leta 2005 mu je avstrijski predsednik Heinz Fischer srebrno značko za posebne zaslužke v avstrijski republiki. Leta 2006 je dobil Austrian Holocaust Memorial Award, ki ga podelijo osebam, ki se posebno zavzemajo za spomine na holocavst.

## Objave
- Friedensbewegung in einem neutralen Land. Zur neuen Friedensbewegung in Österreich. V: Medienmacht im Nord-Süd-Konflikt. Suhrkamp, Frankfurt na Majni 1984, ISBN 3-518-11166-3.
- "Neue" Österreichische Friedensbewegung. V: Österreichisches Jahrbuch für Politik 1983. Dunaj, 1984.
- Das katholisch-konservative Lager. V: Widerstand und Verfolgung in Tirol 1934–1945. Band 2. ÖBV, Dunaj, 1984, ISBN 3-215-05368-3.
- Der Fall Franz Jägerstätter. V: Dokumentationsarchiv des österreichischen Widerstandes. Jahrbuch. 1991, ISBN 3-901142-02-9.
- "Den Nationalsozialisten in die Hände getrieben". Zur Geschichtspolitik der SPÖ von 1970 bis 2000. V: Europäische Rundschau, številka 3/2001.

## Založništvo
- Costa Rica. Politik, Gesellschaft und Kultur eines Staates mit ständiger aktiver und unbewaffneter Neutralität. Inn-Verlag, Innsbruck, 1986 ISBN 3-85123-091-4
- Der Putsch von Lamprechtshausen. Zeugen des Juli 1934 berichten. Samozaložba, Innsbruck, 1992 ISBN 3-901201-00-9
- Handbuch zur neueren Geschichte Tirols. Band 2 Zeitgeschichte. (z Antonom Pelinko) Universitätsverlag Wagner, Innsbruck, 1993